# Kanton Pompey
Kanton Pompey (fr. Canton de Pompey) byl francouzský kanton v departementu Meurthe-et-Moselle v regionu Lotrinsko. Tvořilo ho šest obcí. Zrušen byl po reformě kantonů 2014.

## Obce kantonu
- Champigneulles
- Frouard
- Marbache
- Maxéville
- Pompey
- Saizerais